# コンパック Cシリーズ
コンパック Cシリーズ (Compaq C-Series) は、コンパックが1998年に販売したWindows CE 2.0搭載ハンドヘルドPCのシリーズ名である。
日本ではモノクロモデルのCシリーズ810、カラーモデルのCシリーズ2010cの2機種がラインナップされた。
日本では発売されなかったモデルとして、2010cに16MBのフラッシュROMを追加した上位版の2015c、廉価版の2000cがある。

## 概要
コンパックから発売されたPDAの内、自社開発のハンドヘルドPCとして発売されたモデルはこのCシリーズ810、2010cのみである(先代とされるC-120、140はCASIO A10、A-11をコンパックで発売したもの）。1万円程度でコンパックでROMの交換を行い、Windows CE 2.11にアップグレードすることもできた。2002年にコンパックがヒューレット・パッカードに吸収合併されるまでハンドヘルドPCからCシリーズの後継機種は発売されなかった。

### モデル

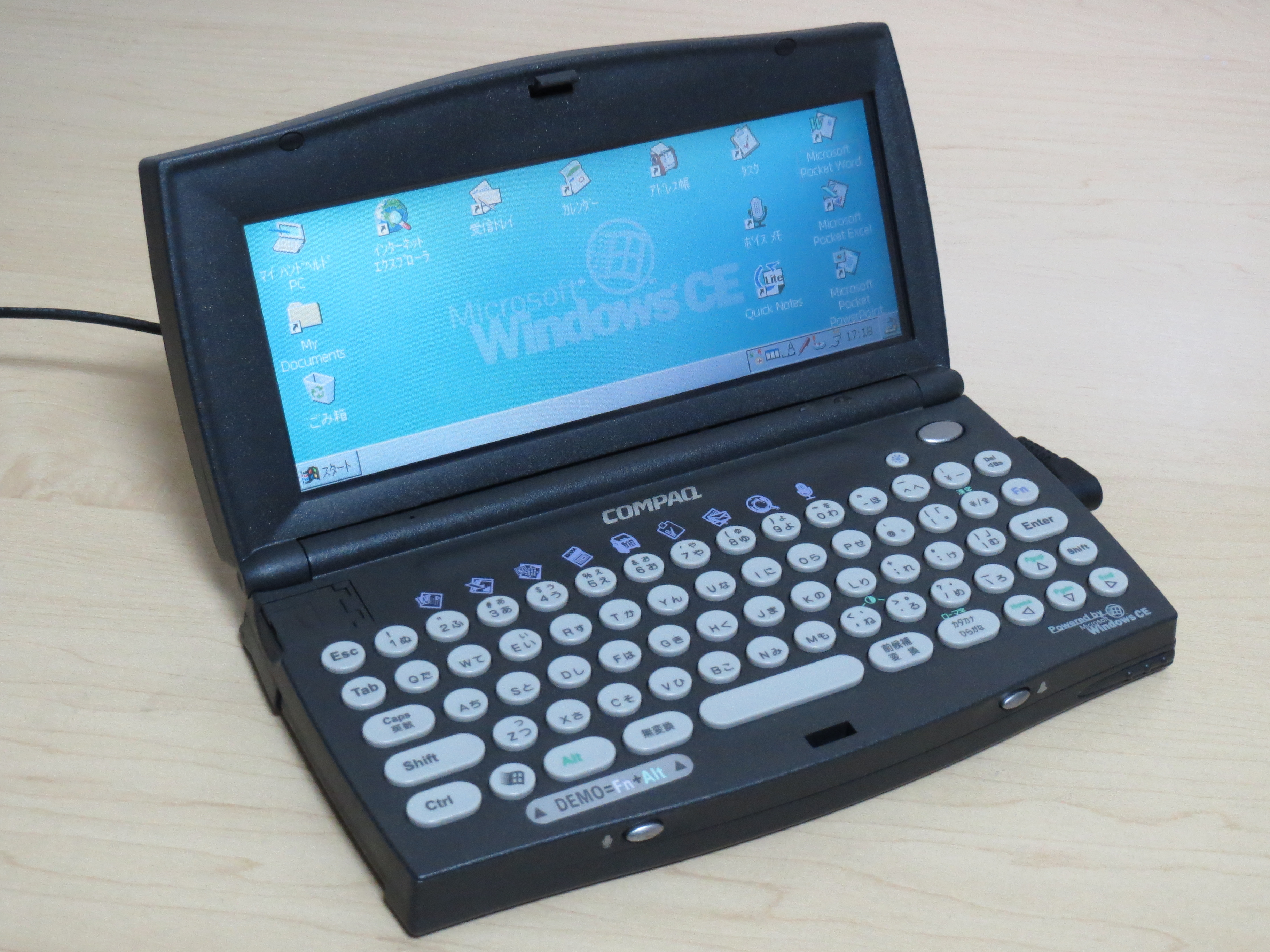
コンパック Cシリーズ2010c

Cシリーズ810
1998年6月発売。4段階の6.5インチモノクロSTN液晶を搭載し、640×240の解像度と2段階のバックライトを備える。CPUはMIPSのR3912 RISCプロセッサ（75MHz）を搭載。単3電池二本で約20時間、オプションのニッケル水素バッテリーで約16時間の使用が可能。インターフェースとカードスロットは、シリアルポート、IrDA準拠赤外線ポート、PCカードスロット（TypeII）を各一個ずつ搭載。キーボードの色はブラック。価格は92,000円。
Cシリーズ2010c
1998年6月発売で、810のカラー液晶モデル。カラー液晶になった代わりに重量が450gから540gへ、本体の厚みが34mmから41mmに増加している。CPUは810のものと同様のMIPS R3912。810との主な相違点はカラー液晶を搭載した他に、クレードルが標準付属になった点、主電池がニッケル水素バッテリーのみとなった点、標準RAM容量が8MBから20MBまで強化された点である。別売りのRAMボードを装換することにより最大32MBまでRAM容量の増設が可能。標準のニッケル水素バッテリーの動作時間は約3時間、オプションの大型バッテリーで約8時間の使用が可能。キーボードの色はグレーとなっている。価格は120,000円。

### 仕様表
| 型名           | OS仕様         | 液晶パネル            | 解像度  | CPU              | RAM(最大)  | 外部カード | 重量               | 駆動電池               | 発売日     |
| -------------- | -------------- | --------------------- | ------- | ---------------- | ---------- | ---------- | ------------------ | ---------------------- | ---------- |
| Cシリーズ810   | Windows CE 2.0 | モノクロFSTN（4階調） | 640x240 | MIPS R3912 75MHz | 8MB(20MB)  | PCカード   | 450g(電池込)       | 単三2本                | 1998年06月 |
| Cシリーズ2010c | Windows CE 2.0 | 256色カラーSTN        | 640x240 | MIPS R3912 75MHz | 20MB(32MB) | PCカード   | 540g(バッテリー込) | ニッケル水素バッテリー | 1998年06月 |

### 報道 Handheld PC機
- “コンパック、WindowsCE2.0搭載のハンドヘルドPCを発売”. ASCII.jp (1998年6月4日). 2016年8月2日閲覧。
- “コンパック、Windows CE 2.0搭載H/PC2機種”. PC Watch (1998年6月4日). 2016年8月2日閲覧。